# Посвірж жовтий
Посві́рж жовтий (Sicalis lutea) — вид горобцеподібних птахів родини саякових (Thraupidae). Мешкає в Андах.

## Опис

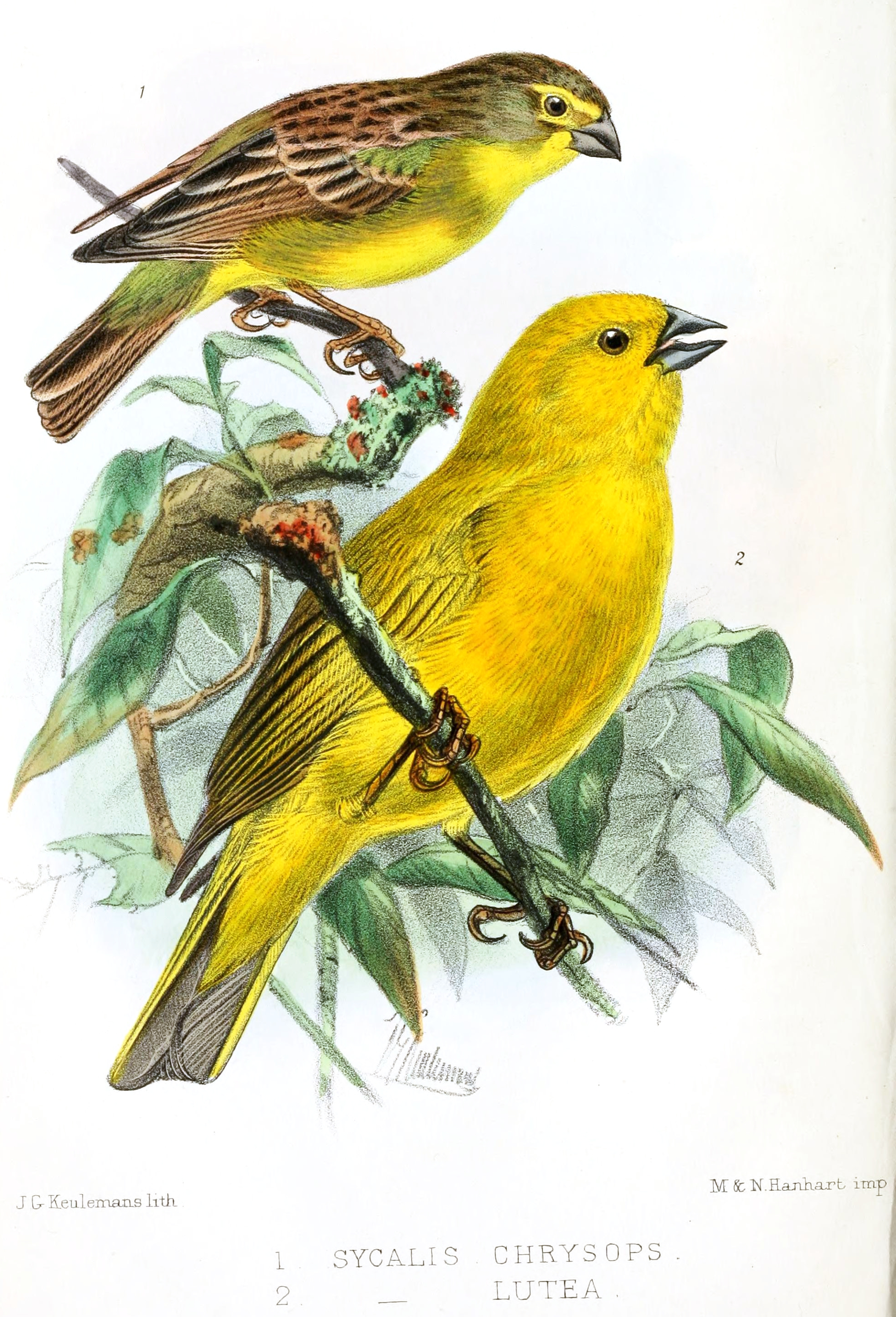
Короткодзьобий посвірж (зверху) і жовтий посвірж (знизу)

Довжина птаха становить 13 см. Забарвлення самця майже повністю золотисто-жовте, за винятком темно-коричневих крил. Самиці і молоді птахи мають переважно зеленувате забарвлення, їх спини оливкові.

## Поширення і екологія
Жовті посвіржі мешкають на півдні Перу (Куско, Арекіпа), в Болівії, на північному заході Аргентини (на південь до Сальти і Тукуману) та на крайній півночі Чилі (Аріка-і-Парінакота). Вони живуть у високогірних чагарникових заростях та на високогірних луках пуна. Зустрічаються на висоті від 3500 до 4300 м над рівнем моря. Живляться насінням і комахами.